# سيفيتيلا في فال دي شيانا
سيفيتيلا إن فال دي تشيانا (الاسم الرسمي)، وغالبًا ما تكون أيضًا سيفيتيلا دي فال دي تشيانا، هي بلدة في مقاطعة أريتسو، جنوب أريتسو في توسكانا، إيطاليا. إنها واحدة من أفضل شبكة الحصون اللومباردية التي تم الحفاظ عليها في القرنين السادس والسابع في وسط إيطاليا، وتتميز بموقع استراتيجي للسيطرة على المنطقة بأكملها. لا يزال من الممكن رؤية الشكل البيضاوي المميز للمستوطنات العسكرية في تخطيط أسوار المدينة.

## وصلات خارجية
- الموقع الرسمي